# Karl von Wilmowski
Karl Friedrich Adolf von Wilmowski, ab 1888 Freiherr von Wilmowski, (* 30. Januar 1817 in Paderborn; † 12. März 1893 in Berlin) war ein deutscher Jurist. Wilmowski war von 1870 bis 1888 Chef des Geheimen Zivilkabinetts des Preußischen Königs und Deutschen Kaisers und ab 1888 Mitglied im Preußischen Herrenhaus.

## Leben

### Familie
Die Familie Wilmowski, auch Wilmowsky, war ursprünglich ein schlesisches Adelsgeschlecht aus dem Herzogtum Teschen. Sie wurde 1558 von König Sigismund II. August von Polen in den polnischen Adelsstand erhoben. 1561 erhielten Angehörige des Geschlechts einen böhmischen Wappenbrief und 1732 den böhmischen Freiherrenstand. Wilhelm Karl von Wilmowski (* 9. November 1785 in Rotenburg; † 26. August 1842 in Naumburg), der Vater von Karl, wurde geheimer Justizrat und Oberlandesgerichtsrat zu Naumburg an der Saale. Seine Mutter Charlotte Adolfine (* 5. September 1796 in Bielefeld; † 28. März 1869 in Naumburg) war eine geborene Kurlbaum. Sie heirateten am 26. Dezember 1815 in Bielefeld.
Karl, das älteste Kind des Paares, hatte noch drei Brüder und zwei Schwestern. Sein jüngerer Bruder Gustav von Wilmowski war ein bedeutender Rechtswissenschaftler und Rechtsanwalt. Er gehörte zu den engen Vertrauten Otto von Bismarcks, den er zeitweilig als Rechtsbeistand unterstützte und der ihn als Generalbevollmächtigten seiner Besitzungen in Pommern einsetzte.

### Beruflicher Werdegang
Wilmowski wurde zunächst von einem Hauslehrer unterrichtet und besuchte von 1826 bis 1835 das Gymnasium in Bielefeld. Im Frühjahr 1835 begann er ein Studium der Rechtswissenschaften an der Universität Berlin, unter anderem bei Friedrich Carl von Savigny, Eduard Gans, Clemens August Carl Klenze und Johann Friedrich Ludwig Göschen. Nach drei Semestern wechselte er im Herbst 1836 an die Universität Bonn, dort gehörte Moritz August von Bethmann-Hollweg, Peter Franz Ignaz Deiters und Eduard Böcking zu seinen Professoren. Im Frühjahr 1838 konnte er sein Studium beenden.
Im März 1838 bestand Wilmowski in Paderborn das Examen zum Auskultator. Als solcher, später als Referendar, trat er in den preußischen Justizdienst ein. Im Mai 1842 absolvierte er das Examen zum Assessor und arbeitete in der folge an zahlreichen Gerichten in der Provinz Sachsen. Im Juli 1844 erhielt er eine Anstellung als Richter am Land- und Stadtgericht in Suhl. Nach der preußischen Gerichtsreform wurde er 1849 an das neugeschaffene Kreisgericht Merseburg versetzt. Während der Abgeordnetentätigkeit von Justiziar und Regierungsrat Oppermann übernahm er 1849 bis 1850 kommissarisch dessen Amt bei der Regierung in Merseburg. 1850 trat er endgültig aus dem Justizdienst aus und wurde noch im Dezember 1850 als Regierungsrat bei der Regierung zu Merseburg angestellt.
Bereits im Juli 1851 wurde Wilmowski vom preußischen Finanzminister Rudolf von Rabe an die Domänenverwaltung beim Finanzministerium berufen. Seitdem hat er sich dauerhaft in Berlin niedergelassen. Bis 1869 war er als Rat im Finanzministerium beschäftigt, ab 1856 als Geheimer Finanzrat und Vortragender Rat sowie ab Dezember 1861 als Geheimer Oberfinanzrat. Als solcher nahm er 1866 nach dem Deutschen Krieg und der Eingliederung des Königreichs Hannover in den Preußischen Staat, an den Verhandlungen mit Ludwig Windthorst über das Privatvermögen von König Georg V. von Hannover, dem sogenannten Welfenfonds, teil.
Nach dem Tod des Kabinettsrates Ferdinand von Mühler wurde Wilmowski zu dessen Stellvertreter berufen und im März 1870 zum Geheimen Kabinettsrat und Chef des Geheimen Zivilkabinetts ernannt. Während des Deutsch-Französischen Krieges gehörte er zu den ständigen Begleitern von König Wilhelm I. von Preußen. Ein Angebot des preußischen Ministerpräsidenten Otto von Bismarck 1871 das Amt als preußischer Kultusminister zu übernehmen lehnte er ebenso ab wie die Kandidatur bei einer Landtags- bzw. Reichstagswahl oder eine Nominierung als Domherr im Hochstift Naumburg. Anlässlich des 80. Geburtstages von Kaiser Wilhelm I. erhielt Wilmowski im März 1877 die Ernennung zum Wirklichen Geheimen Rat mit der Anrede Exzellenz. Ein Jahr später wurde er Mitglied im Kuratorium der Preußischen Bank und Vorsitzender der Immediatkommission zur Kontrolle der Banknoten.
Im März 1887, zum 90. Geburtstages von Kaiser Wilhelm I., wurde er mit einem eigenhändigen Schreiben des Kaisers zum Großkomtur des Hohenzollernordens ernannt. Ein Jahr später, beim Tod des Kaisers am 9. März 1888, war er anwesend. Das von ihm eingereichtes Rücktrittsgesuch wurde von Wilhelms Nachfolger Kaiser Friedrich III. abgelehnt. Er verlieh ihm am 19. März 1888 für seine treuen Dienste das Großkreuz des Roten Adlerordens. Der inzwischen schwer am Grauen Star erkrankte Wilmowski stellte im Juni 1888 erneut ein Abschiedsgesuch, das Kaiser Friedrich III. mit der Gewährung eines längeren Urlaubes beantwortet.
Mit Regierungsantritt von Kaiser Wilhelm II. bat Wilmowski am 19. Juni 1888 auch diesen, ihm den Rücktritt zu gewähren, dem der Kaiser nur widerstrebend zum 1. Juli 1888 statt gab. Zum Dank erhielt er von Wilhelm II. am 23. Juni 1888 eine preußische Anerkennung des Freiherrenstandes für sich und seine Nachkommen durch Allerhöchste Kabinettsorder, ausgestellt im Marmorpalais zu Potsdam, als Herr auf Marienthal, mit Schloss Marienthal, und Lindenberg in der Provinz Sachsen (heute beides Ortsteile von Eckartsberga). Am 4. Juli 1888 konnte er endlich von Karl Schweigger in dessen Privatklinik am linken Auge erfolgreich operiert werden. Am 7. Dezember 1888 wurde er von Kaiser Wilhelm II. zum Mitglied des Preußischen Herrenhauses auf Lebenszeit ernannt.
Im Herbst 1892 verschlechterte sich sein Gesundheitszustand merklich. Karl von Wilmowski starb am 12. März 1893, im Alter von 76 Jahren in Berlin, an einem am Tag zuvor erlitten Herzinfarkt. Aus seinem schriftlichen Nachlass veröffentlichte sein jüngerer Bruder Gustav von Wilmowski 1894 den Band Feldbriefe 1870/71 von Karl von Wilmowski, den er mit biographischen Ergänzungen über ihn versah.

### Ehe und Nachkommen
Karl von Wilmowski heiratete am 26. Juli 1846 in Marienthal Anna Mathilde von Seebach (* 5. Mai 1823 in Marienthal; † 26. Juli 1895 in Marienthal). Beide hatten drei Söhne und zwei Töchter. Der älteste Sohn Thilo Karl Adolf Freiherr von Wilmowski (* 25. Mai 1847 in Suhl) starb am 8. Februar 1891 in Berlin als königlich preußischer Geheimer Oberjustizrat und vortragender Rat im Justizministerium. Er hinterließ aus seiner 1881 in Alexandria geschlossenen Ehe mit Emma Elvira Helene von Gaddum zwei Töchter und einen Sohn.
Sein jüngerer Bruder Kurt von Wilmowsky wurde Chef der Reichskanzlei, Oberpräsident der Provinz Schleswig-Holstein und Landeshauptmann der Provinz Sachsen. Er ehelichte 1877 in Berlin Auguste Alexandrine Sidonie von Wilke. Ihre Söhne waren Tilo von Wilmowsky, Mitglied des Provinziallandtages der Provinz Sachsen und des Preußischen Staatsrates, und Friedrich von Wilmowsky, Generalleutnant und Kavalleriekommandeur.